# Kalendarium historii Aszchabadu

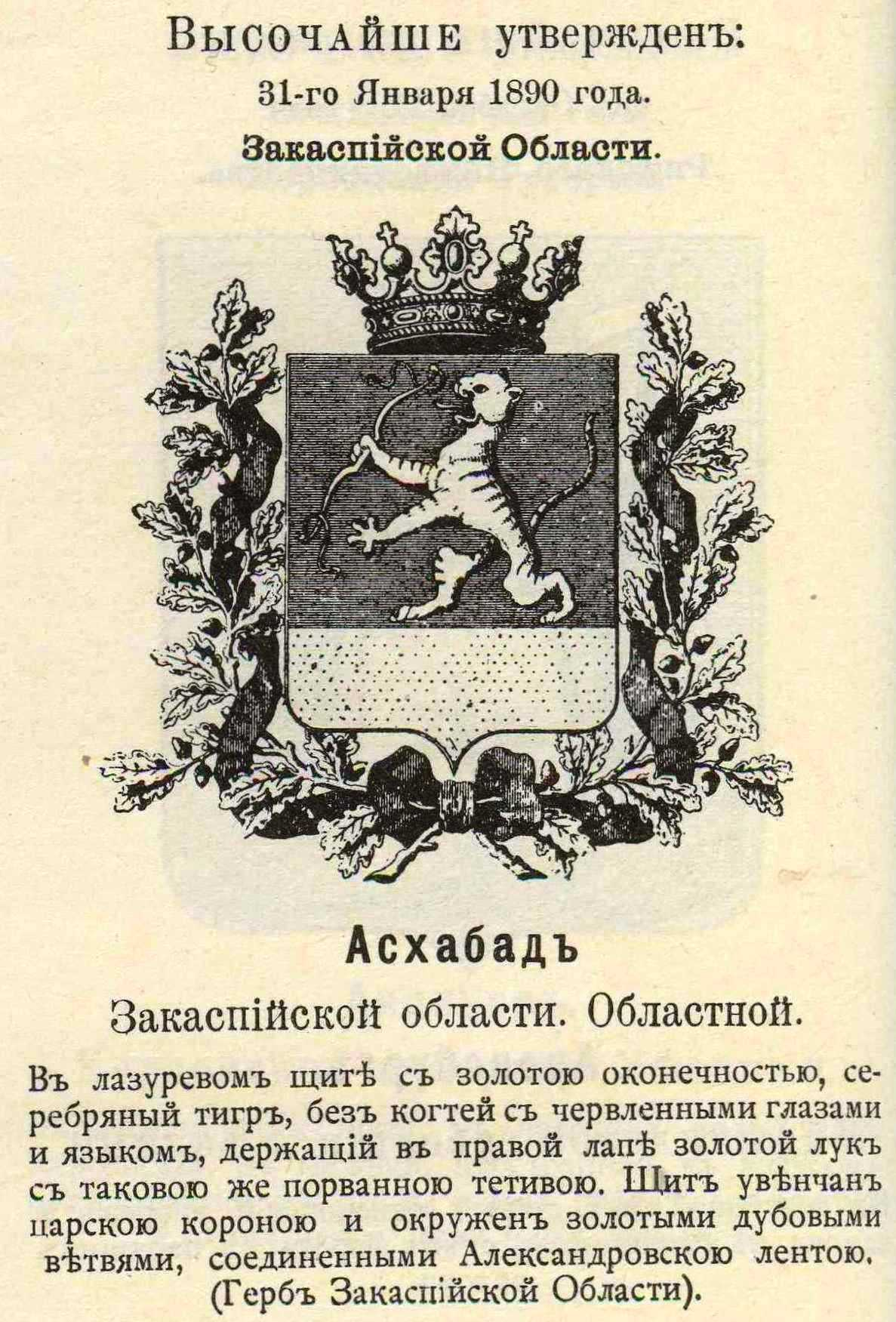
Herb Aszchabadu (wzór z 1890 roku) z herbarza P. Winklera z 1899 roku

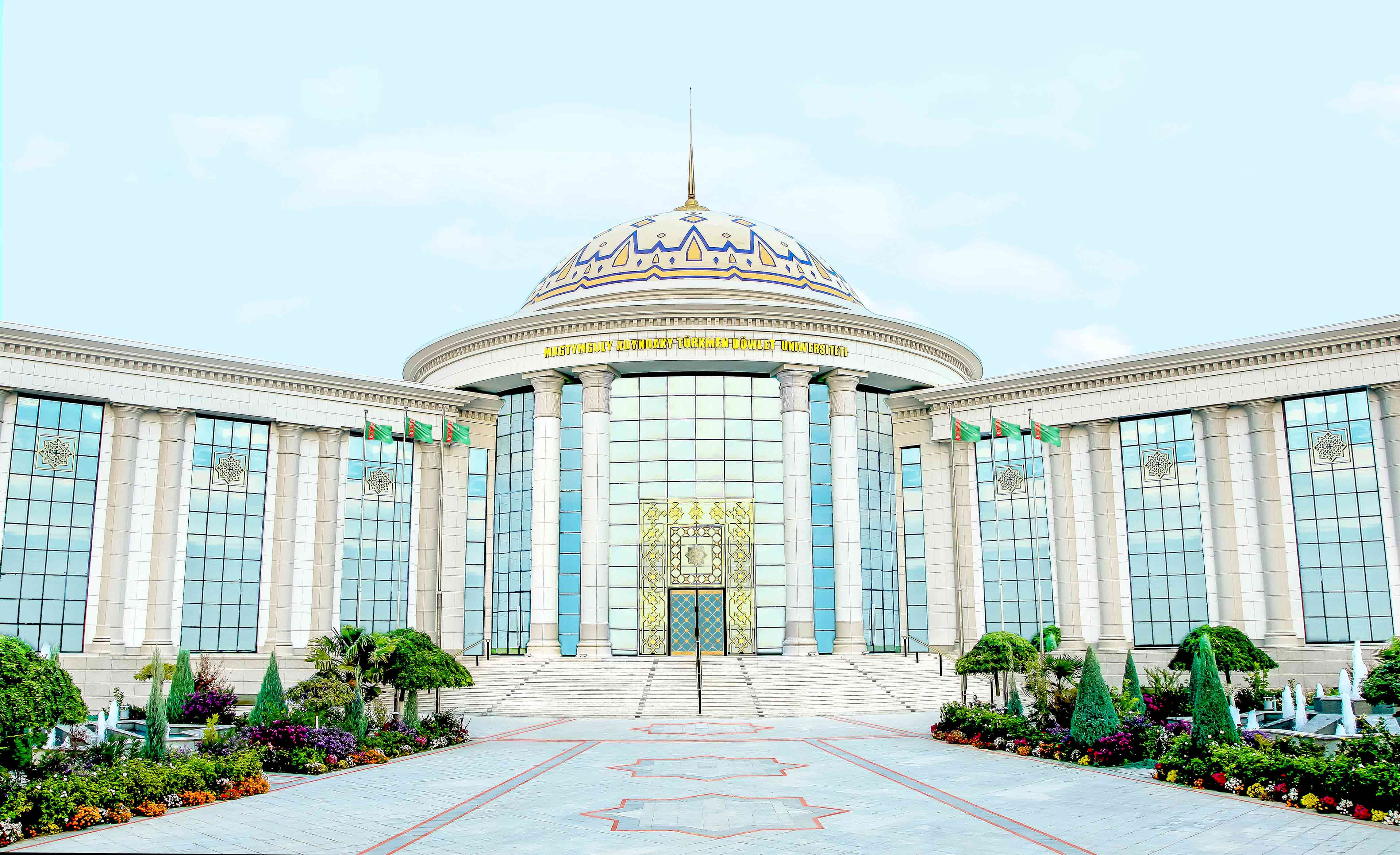
Uniwersytet

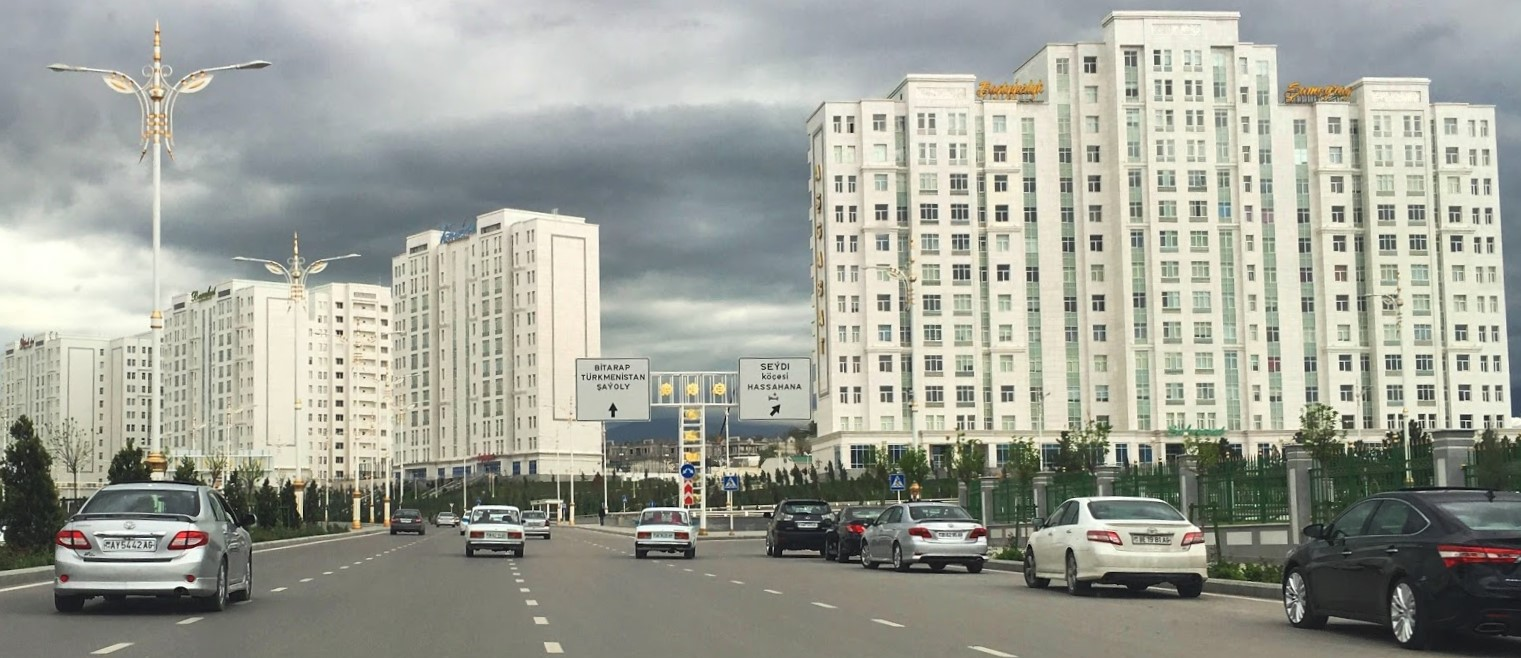
Bloki mieszkalne Aszchabadu

Kalendarium historii Aszchabadu – uporządkowany chronologicznie, począwszy od czasów najdawniejszych aż do współczesności, wykaz dat i wydarzeń z historii Aszchabadu.

## Panowanie rosyjskie
- 1881 – większość terenu dzisiejszego Turkmenistanu trafia w granice Rosji, powstaje rosyjski fort wojskowy nazwany Aszchabadem. Nazwa pochodzi od pobliskiej turkmeńskiej osady[1] Zostaje utworzony obwód zakaspijski.
- lata 80 XIX w. – powstają połączenia kolejowe z Taszkientem i Türkmenbaşy[2].
- 1885 – zostaje utworzona Transkaspijska Biblioteka Publiczna[3].
- 1897 – miasto staje się głównym ośrodkiem obwodu zakaspijskiego[2].
- 1900 – zamontowanie telefonu w Aszchabadzie[3].
- 1908 – budowa pierwszej bahaistycznej świątyni w Aszchabadzie[4].

## Rosyjska wojna domowa i rządy bolszewickie
- 1917 – pierwsze zdobycie Aszchabadu przez bolszewików[5].
- lipiec 1918 – miasto zostaje zdobyte przez białych[2].
- kwiecień 1919 – poddanie miasta bolszewikom, zmiana nazwy na Połtorack[5].
- 1924 – powstanie Turkmeńskiej Socjalistycznej Republiki Radzieckiej ze stolicą w Aszchabadzie[6].
- 1927 – powrót do dawnej nazwy miasta, Aszchabad[1]. Odsłonięcie pomnika Włodzimierza Lenina w Aszchabadzie[7].
- 1948 – zniszczenie miasta przez trzęsienie ziemi[2][1][8].
- 1950 – założenie Uniwersytetu w Aszchabadzie[2].
- 1962 – zakończenie niedoborów wody na dużą skalę, dzięki budowie Kanału Karakumskiego[1].

## Niepodległy Turkmenistan
- 1991 – rozpad Związku Radzieckiego, Aszchabad stolicą niepodległego Turkmenistanu.
- 2001 – odsłonięcie Pomnika Niepodległości w Aszchabadzie[9].
- 2007 –utworzenie patriarszego dekanatu turkmeńskiego[10].
- 2011 – zakończenie budowy wieży "Türkmenistan[11]".
- 2013 – włączenie w skład Aszchabadu etrapu Abadan[12].